# Francesc Argemí i Solà
Francesc Argemí i Solà (Tarrasa, 24 de marzo de 1901 – Barcelona, 28 de julio de 1971) fue un deportista de élite español en el ámbito del hockey sobre hierba y el fútbol durante las décadas 1910, 1920 y 1930, y dirigente deportivo español. Como jugador de hockey sobre hierba formó parte de la Federación Catalana de Hockey, fue jugador internacional de la Federación Española de Hockey y participó en los Juegos Olímpicos de Ámsterdam de 1928.
En la vertiente artística se le considera pionero destacado del cine amateur internacional durante los años treinta. Era hijo del industrial tarrasense Ramon Argemí i Comerma y nieto del alcalde de Tarrasa Narcís Argemí i Vendrell. También fue un experto y coleccionista de música clásica y de sistemas de reproducción musical.

## Jugador de hockey sobre hierba

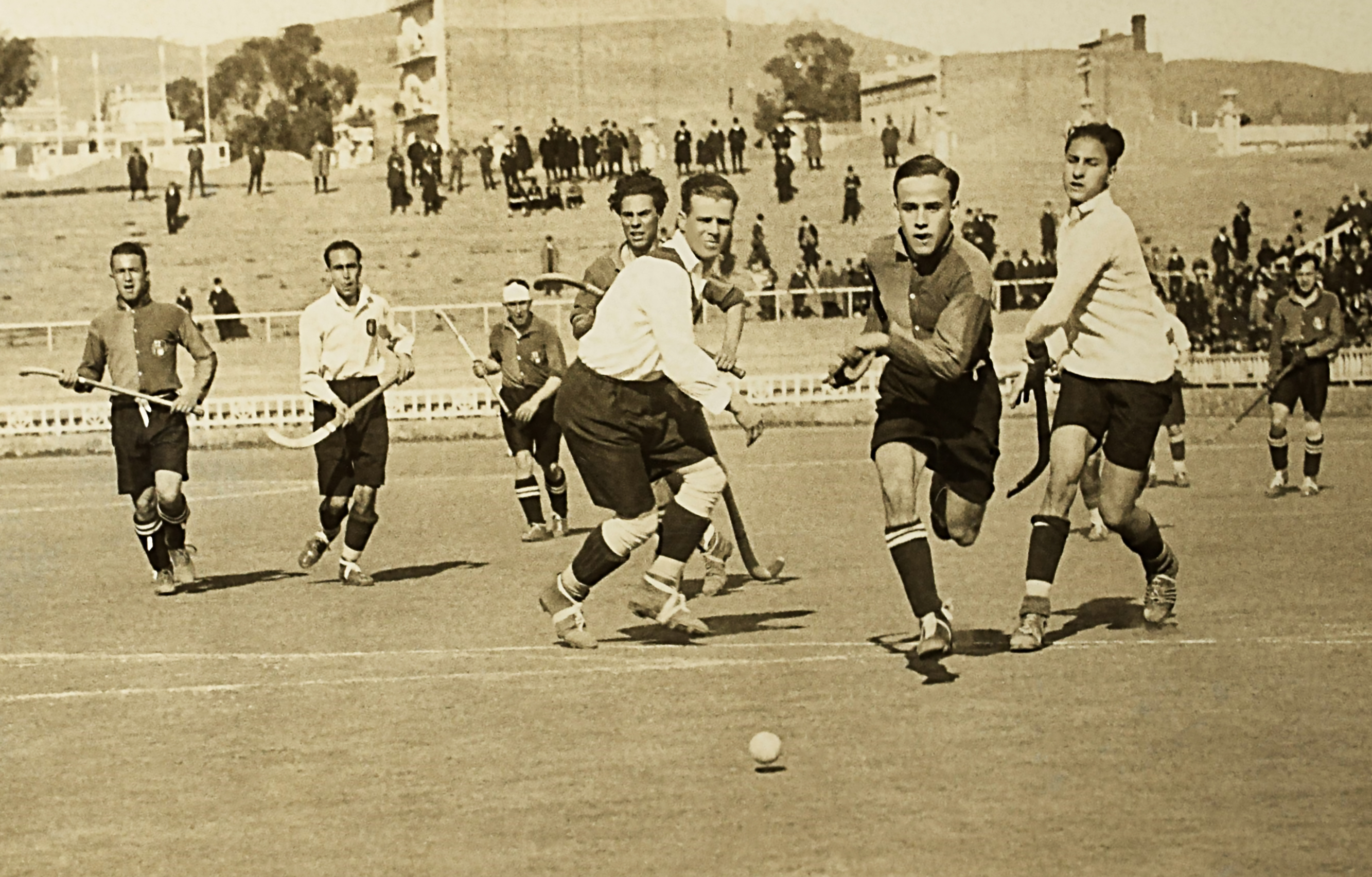
Paco Argemí i Solà, en el centro de la imagen, en un partido de hockey hierba.

En su época, Francesc Argemí i Solà fue considerado uno de los mejores jugadores de hockey sobre hierba de la selección catalana y española, sobre todo por sus cualidades como defensa. Coloquialmente era conocido como Paco Argemí o “gran capitán”, pues fue capitán del equipo de hockey del Terrassa F.C. durante varias temporadas.
Jugó el primer Campeonato de Cataluña de Hockey sobre Hierba celebrado en 1918 y junto con Francesc Roig Ventura fueron los primeros tarrasenses en participar en unos Juegos Olímpicos (Ámsterdam, 1928).
Inició su carrera deportiva de hockey jugando en el Real Club de Polo de Barcelona, con el que ganó el Campeonato de Hockey de España en 1924 y en 1925, y en el Club Deportiu Terrassa, con el que ganó los Campeonatos de Cataluña de los años 1926, 1930 y 1933. Con el Club Deportiu Terrassa también ganó el Campeonato de España de Hockey en 1930, el Campeonato de España y la Copa del Rey de Hockey Hierba en 1933. Con la selección española participó en los Juegos Olímpicos de Ámsterdam de 1928, obteniendo la cuarta posición y con la selección catalana jugó en el partido inaugural de la Exposición Universal de Barcelona de 1929 contra el Wienner All Round, de Viena. Francesc Argemí finalizó su carrera deportiva en 1934 en el C.D. Terrassa.

## Futbolista y atleta
Durante la temporada 1919-1920, en la época conocida como inicio de la Edad de Oro del F.C. Barcelona, bajo la presidencia de Joan Gamper, Francesc Argemí fue jugador del primer equipo de fútbol junto con Samitier, Gràcia, Coma, Galicia y Vinyals, entre otros.
También practicó el atletismo, deporte que Francesc Argemí consideraba la base de todos los deportes. Para él, fútbol y atletismo eran prácticas que ayudaban a incrementar el rendimiento deportivo del jugador de hockey, pues en el hockey no solo era necesario el dominio del stick, sino que hacía falta tener el fondo y la resistencia del atletismo, más la estrategia situacional del campo y del desmarcaje del fútbol.

## Dirigente deportivo
Al finalizar su carrera deportiva, durante las décadas de los años cuarenta y cincuenta, Francesc Argemí ocupó varios cargos directivos tanto en la Federación Española com en la Federación Catalana de Hockey.
En el sí de la Federación Catalana de Hockey sobre hierba, Francesc Argemí fue seleccionador de la Federación durante las temporadas, de 1941 a la 1944. Posteriormente pasó a ser el Tesorero de la Federación, y a inicios de los años cincuenta tuvo los cargos de Presidente y vocal del Comité de Competición.
En paralelo, fue miembro del Comité Ejecutivo de la Real Federación Española de Hockey durante la década de los cincuenta. Por sus méritos personales y deportivos, en 1957 fue llamado a formar parte del Comité Ejecutivo del Cincuentenario del Hockey Español, del que también fue Vocal.

## Reconocimientos
En 1952 le fue concedió el Título de Miembro de Honor de la Federación Catalana de Hockey, como agradecimiento a su labor del fomento de dicho deporte. Años después, en 1959, fue la Real Federación Española de Hockey que lo reconoció, otorgándole la Medalla de Plata al Mérito en el Hockey.
En 1972 le fue concedida, a título póstumo, la Medalla de Plata de la Ciudad de Tarrasa al Mérito Deportivo por su destacada carrera como jugador de fútbol y de hockey sobre hierba.

## Cineasta amateur

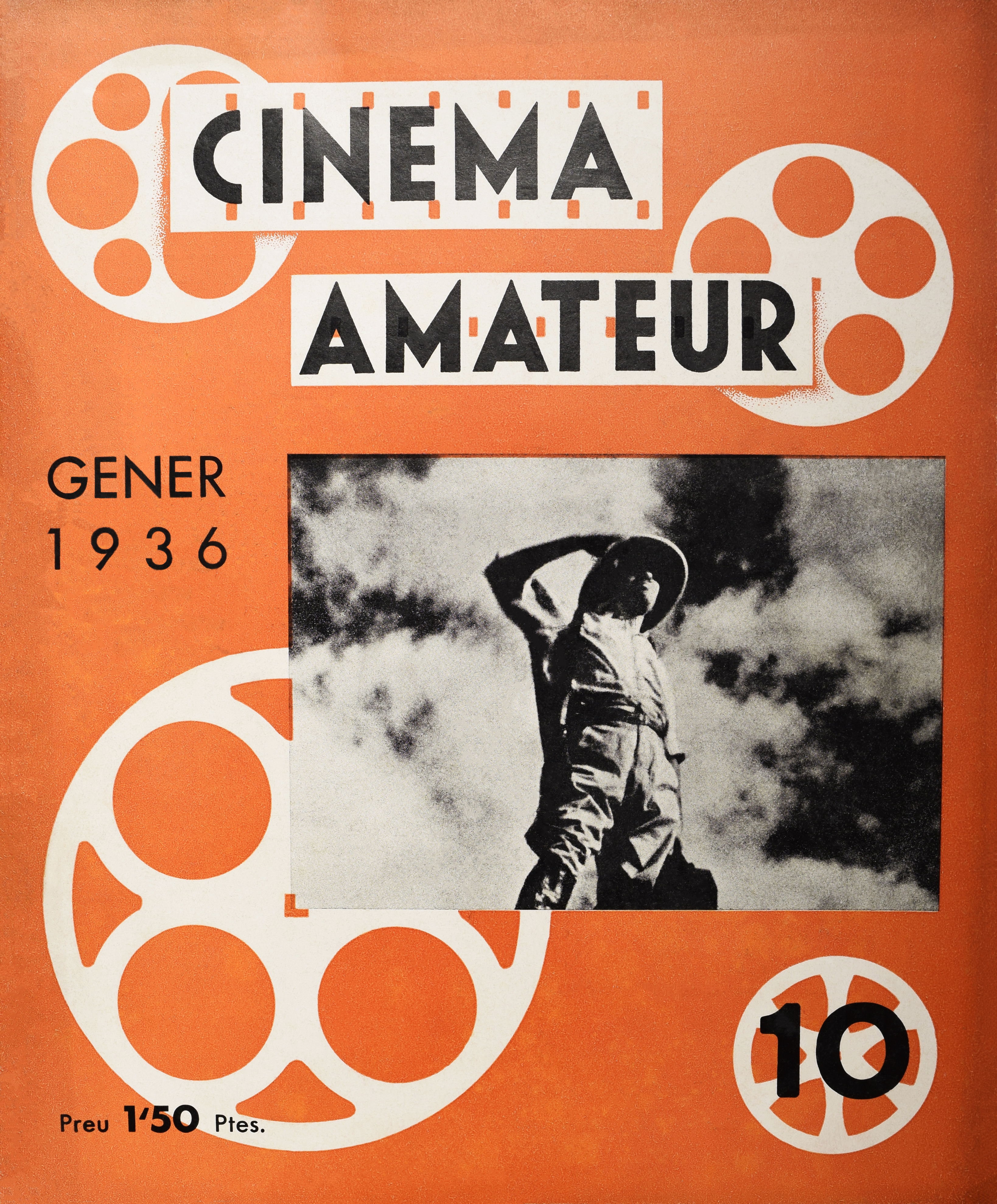
Fotograma de "La volta al món", de Francesc Argemí, en portada de la revista Cinema Amateur.

Francesc Argemí es considerado uno de los pioneros del cine amateur a nivel internacional. Por su película La volta a món” (“La vuelta al mundo”), en 1935 ganó el segundo premio del IV Concurso Internacional del mejor filme de Amateur de la UNICA (Unión Internacional de Cine Amateur) y del I Congreso Internacional de Cineastas Amateurs en la categoría mediometraje de Fantasía. El Concurso se celebró en el Cine Fémina de Barcelona y el Congreso, en Sitges, teniendo como Comité de Honor al Presidente de la Generalidad de Cataluña y al Alcalde de Barcelona.
"La volta al món" es un mediometraje mudo, en blanco y negro, de  16 milímetros, filmado en Barcelona y estrenado en 1935. Por su tono humorístico y satírico, así como por la técnica, ambientación, fotografía, ritmo, montaje y producción, el filme fue ampliamente aplaudido por el público y la crítica de la época. Se considera uno de los mejores exponentes del cine amateur internacional (como precursor del cine independiente) y de los gags, habiendo llamado la atención de la misma dirección de la Paramount Pictures.
El filme narra las aventuras de un explorador que visita diferentes lugares del mundo como Roma, El Cairo, Bombay, Nueva York y Tánger. Las escenas más destacables se dan con la llegada del protagonista a Bombay, donde se encuentra con Mahatma Gandhi y cuando viaja al Wall Street de la Nueva York de los años treinta. El film acaba en clave de humor, descubriendo a los espectadores que en realidad el viaje ha sido un engaño, pues el explorador no ha salido de Barcelona, ciudad donde se filmó íntegramente el mediometraje.
Además de haber sido premiado en el IV Concurso Internacional de la UNICA y del I Congreso Internacional, el filme también ganó el primer premio al mediometraje humorístico de 16 milímetros, categoría C, del Primer Concurso Nacional de Cine Amateur de la Federación Catalana de Cine Amateur, certamen que se celebró en Barcelona en 1935. También ganó el premio humorístico del Concurso de la entidad tarrasense Amics de les Arts, Sección de Cine Amateur, celebrado en 1935.
Otros filmes destacados de Francesc Argemí son “Canigó”, que ganó el tercer premio del Concurso de Cine Amateur organizado por el Centro Excursionista de Cataluña en 1934, y el documental de viaje “Italia”, filmado en 1933.
"Italia" tiene el valor de ser una obra pionera de los documentales de viaje. El film comienza y acaba en Barcelona, y recorre en tren de vapor la costa española, francesa e italiana, permitiendo descubrir cómo eran, en los años treinta, las ciudades de Barcelona, Niza, Montecarlo, Pisa, Roma, Pompeya, Florencia y Venecia, sus entornos urbanísticos y artísticos y los medios de locomoción de la época.
Los filmes de Francesc Argemí i Solà han sido proyectados en varias ocasiones a lo largo de los años desde 1934 hasta 2019, por su representatividad pionera del cine amateur. Las proyecciones se han realizado en el Cine Fémina de Barcelona (1935), Sala Studium (1935), Agrupación Excursionista Tagament (1935), Agrupación de la Unión Industrial, Centro Cultural de la Caixa de Terrassa (1995), Unión Excursionista de Sabadell (2019), entre otras entidades.
Como cineasta amateur, Francesc Argemí estuvo adscrito la Sección de Cine de la entidad tarrasense Amics de les Arts.

## Coleccionista musical
Perteneciente a una familia de profunda tradición musical, Francesc Argemí tocaba el violoncelo y el piano. Fue un coleccionista y destacado experto en música clásica y en sistemas de reproducción musical.